# Langhaar

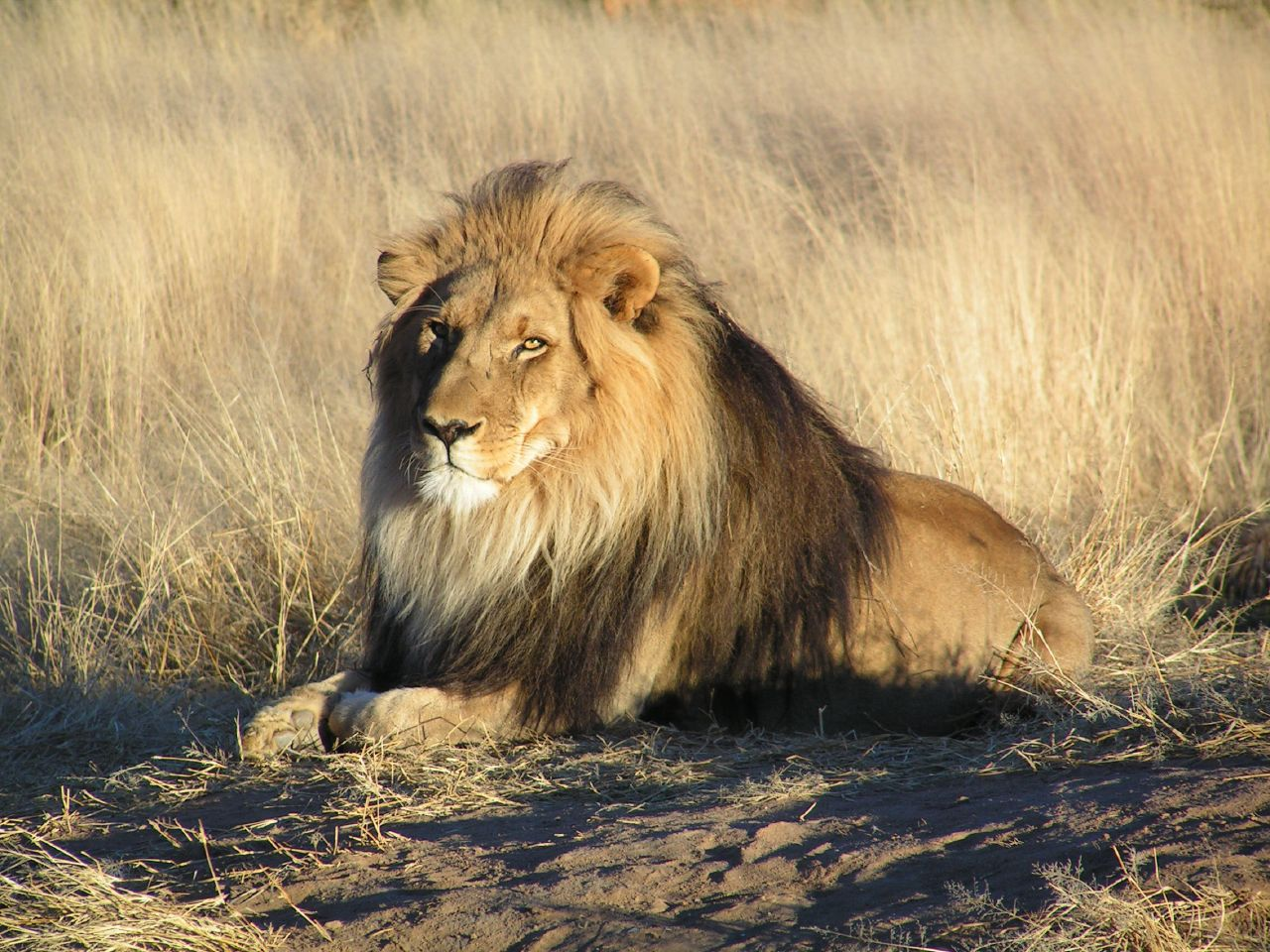
Löwenmähne

Langhaare sind eine bei einigen Tierarten auftretende Sonderform der Haare. Wie ihr Name bereits anzeigt, sind sie besonders lang und besitzen eine lange Wachstumsphase. Außerdem sind sie relativ dick und dadurch nur wenig verformbar. Das Langhaar dient in erster Linie als Schutz vor Insekten oder um Unterschiede der Geschlechter zu markieren (Löwenmähne). Auch das Haupthaar des Menschen ist Langhaar.
Langhaare kommen bei verschiedenen Tierarten an unterschiedlichen, jeweils typischen Körperteilen vor. Beim Löwen sind es neben der Schwanzquaste eine Kopf-, Hals- und Bauchmähne. Der Ziegenbart (Barba) ist typisch für Ziegen.

## Schwänze (Schweife)
Bei vielen der behaarten Tierarten weist der Schwanz längere Haare als das übrige Fell auf, beispielsweise beim Rotfuchs; an der Schwanzspitze verschiedener Säugetiere, etwa von Rindern, Eseln, Zebras und Schweinen tritt eine Quaste aus Langhaaren auf.

## Pferde

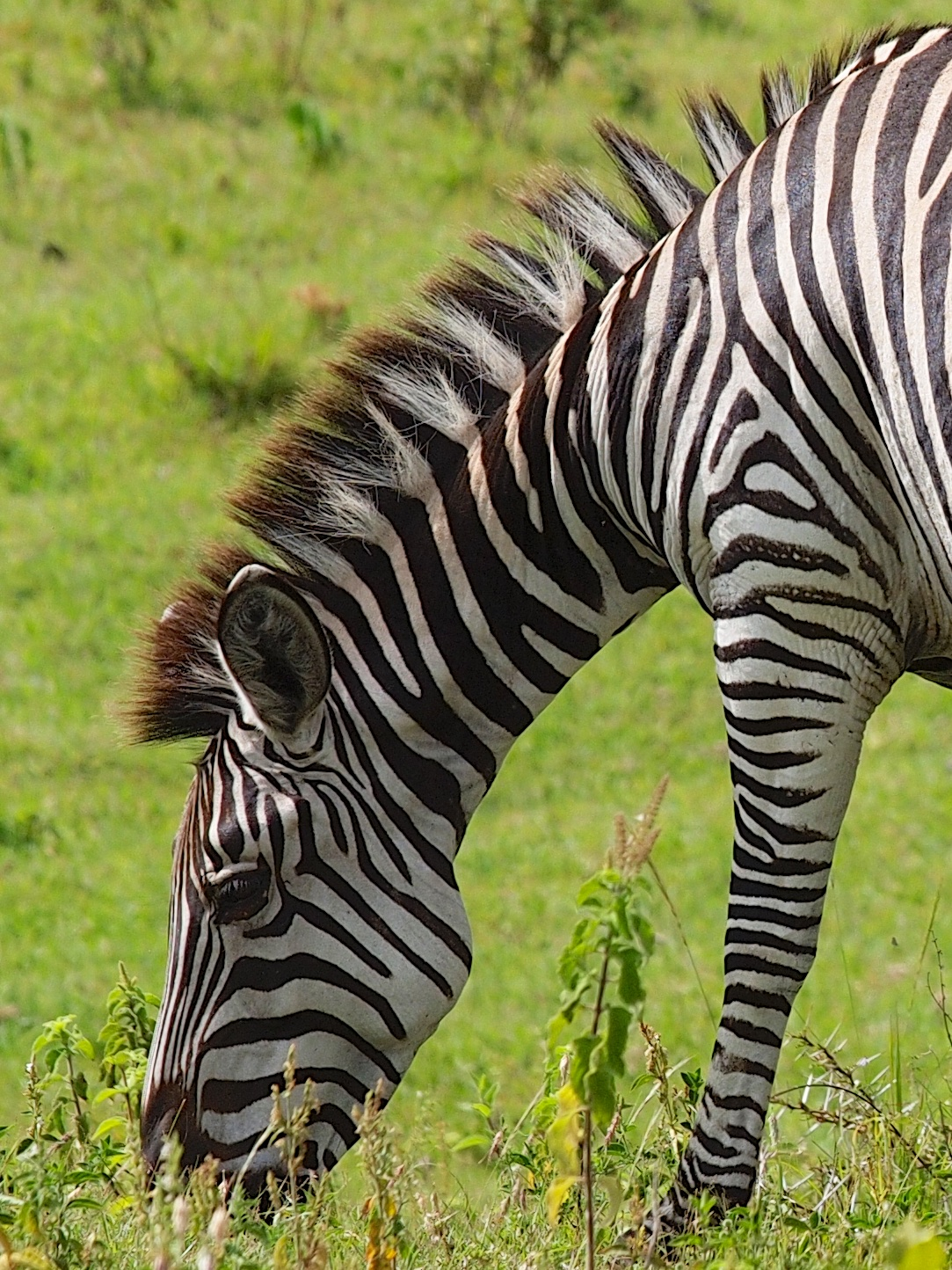
Stehmähne eines Zebras

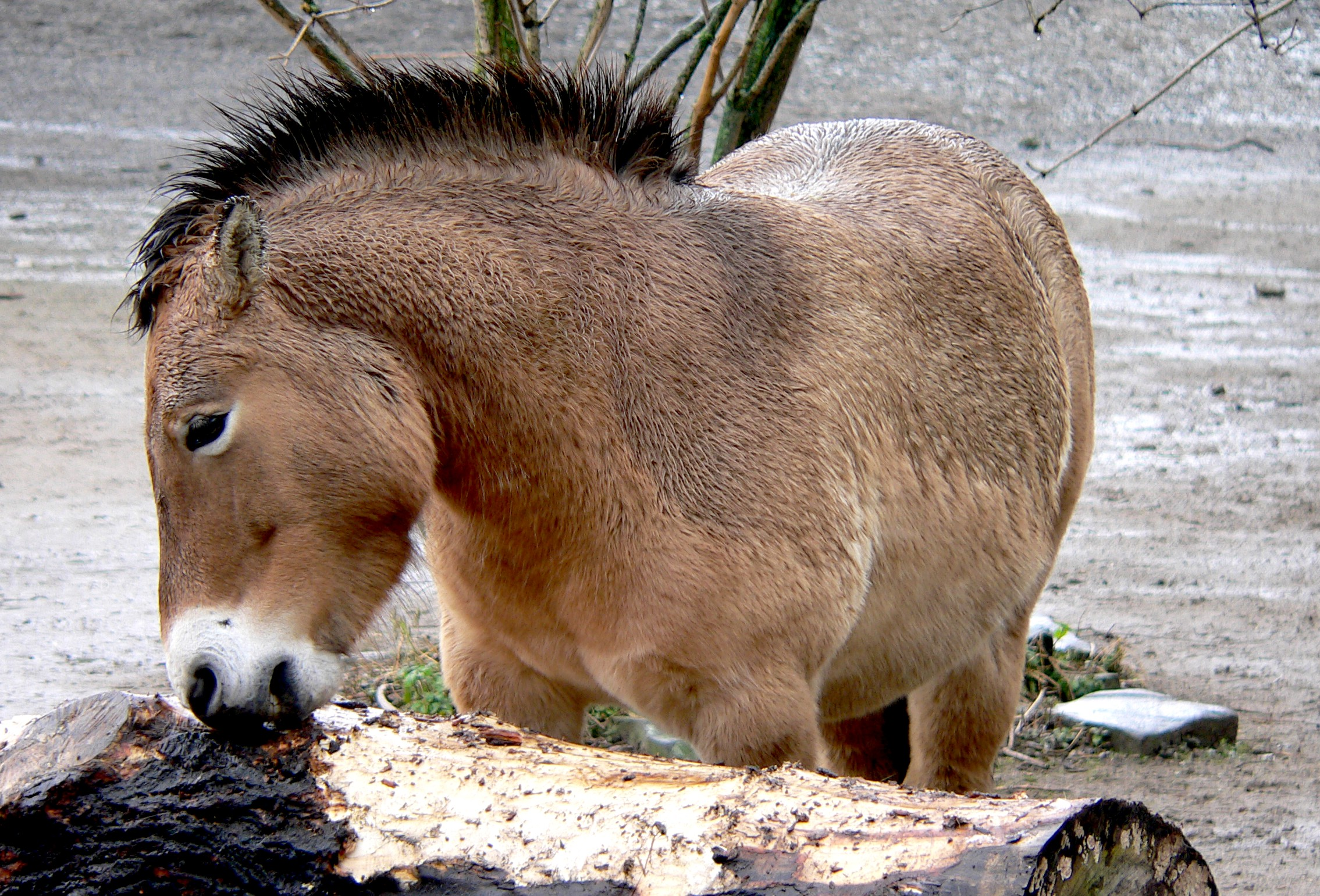
Przewalski-Pferd mit Stehmähne

Pferde besitzen sowohl Deckhaar als auch Langhaar. Zum Langhaar zählen Schopf (lat. Cirrus capitis), Mähne (Juba) und Schweifhaare (Cirrus caudae). Schopf, Mähne und Schweif dienen unter anderem dem Schutz vor Insekten. 

### Mähne und Schweif
Der Schweif von Hauspferden besteht aus der Schweifrübe sowie dem daran wachsenden Langhaar. Das Przewalski-Pferd hat eine Stehmähne. Das Riwoqe-Pony ist eine ursprüngliche Pferderasse mit Stehmähne. Um ein Pferd für ein Turnier herauszuputzen, wird die Mähne häufig eingeflochten, beispielsweise in einen Spanischen Zopf.

### Köten
Zum Langhaar gehören auch die Köten (Cirrus metacarpeus an den Vorderbeinen und Cirrus metatarseus an den Hinterbeinen), längere Haare am Fesselgelenk des Pferdes. Die Köten schützen die Fesselbeuge vor Feuchtigkeit, indem das Wasser an den Kötenhaaren entlang abtropft und so an der empfindlichen Fesselbeuge vorbei geleitet wird. 
Stark ausgeprägte Köten werden als Kötenbehang oder Fesselbehang bezeichnet. Typisch ist ein stark ausgeprägter Kötenbehang bei vielen Pony- und Kaltblutrassen. Manche Pferderassen (beispielsweise Friese und Tinker) werden auf reiches Langhaar und Kötenbehang gezüchtet. Bei übermäßigem Kötenbehang trocknet dieser in der feuchten Jahreszeit jedoch kaum noch richtig ab und es besteht eine erhöhte Anfälligkeit für Mauke. In der Kötenregion muss immer in Haarrichtung geschoren werden, damit ein kleiner Rest des Kötenbehangs stehen bleibt und die Wasserableitung gewährleistet ist.

### Grannen
Lange Haare, die der Wasserableitung dienen, werden in der Pferdesprache als Grannen bezeichnet. Pferde haben auch am Unterkiefer, in den Ohren und entlang der Beine Grannenhaare, an denen das Wasser abtropfen kann. Insbesondere nördliche Ponyrassen im Winterfell haben häufig ausgeprägte Grannenhaare.

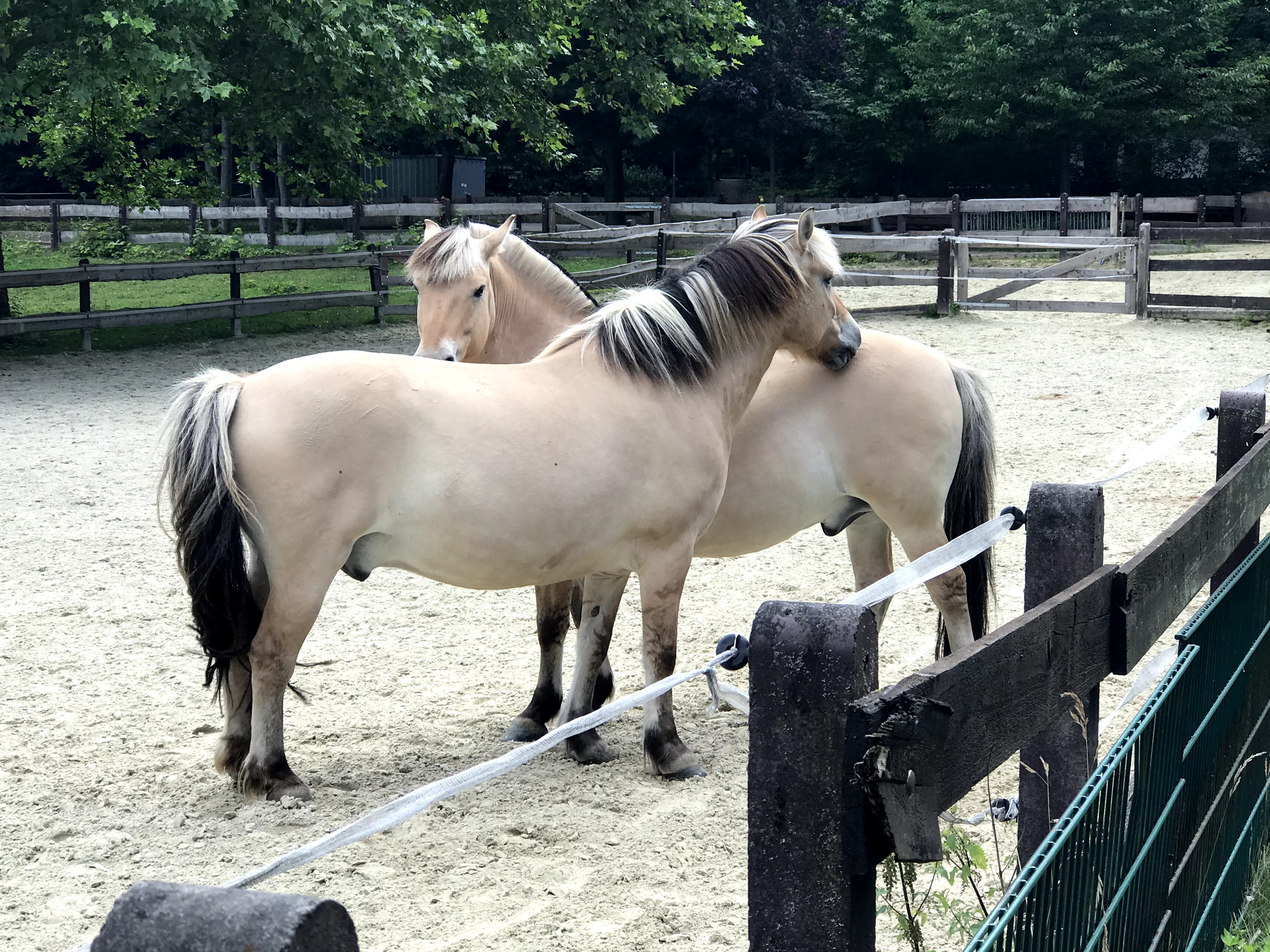
Norweger mit geschorener und ungeschorene Mähne
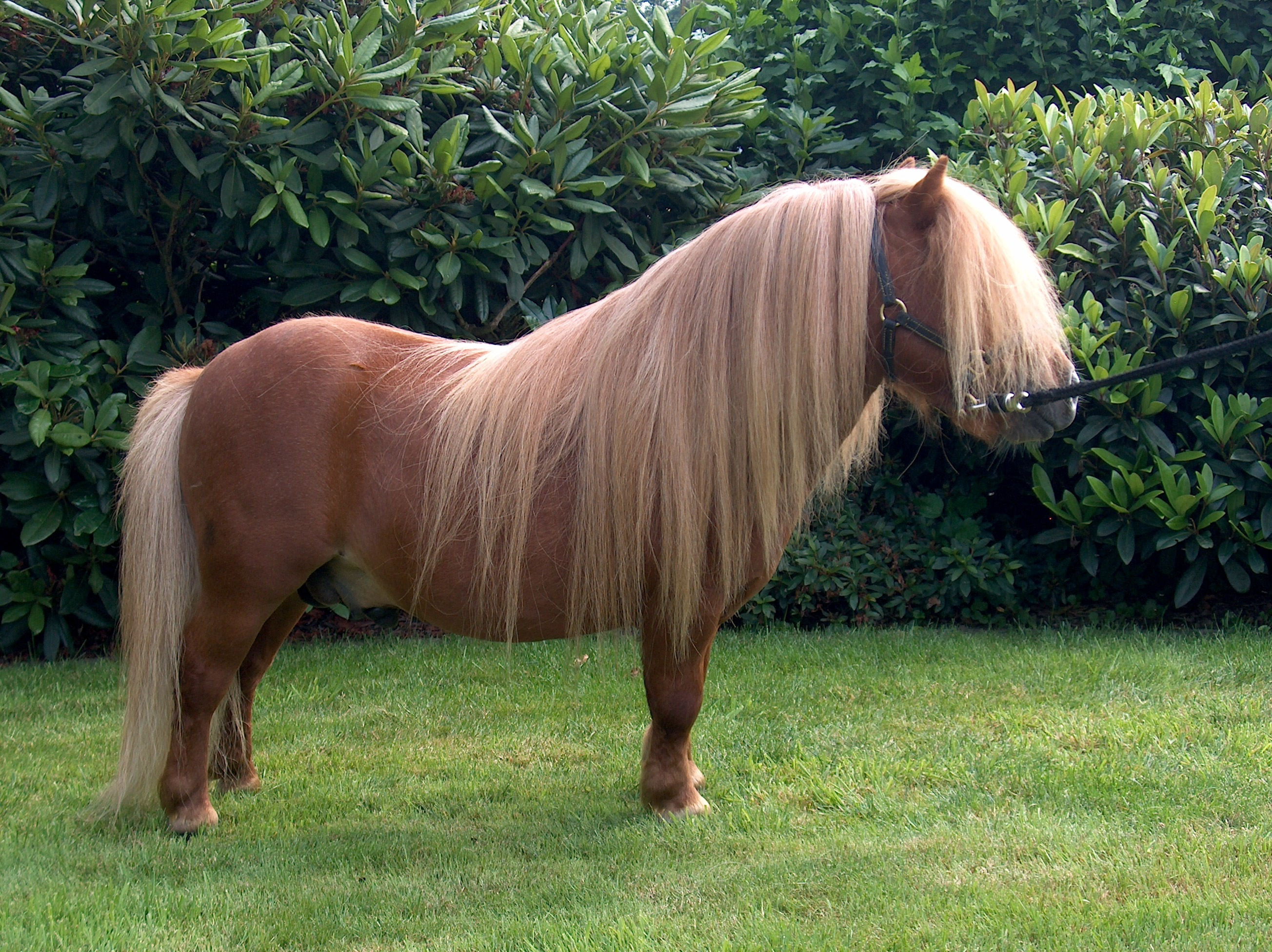
Shetlandpony mit viel Langhaar
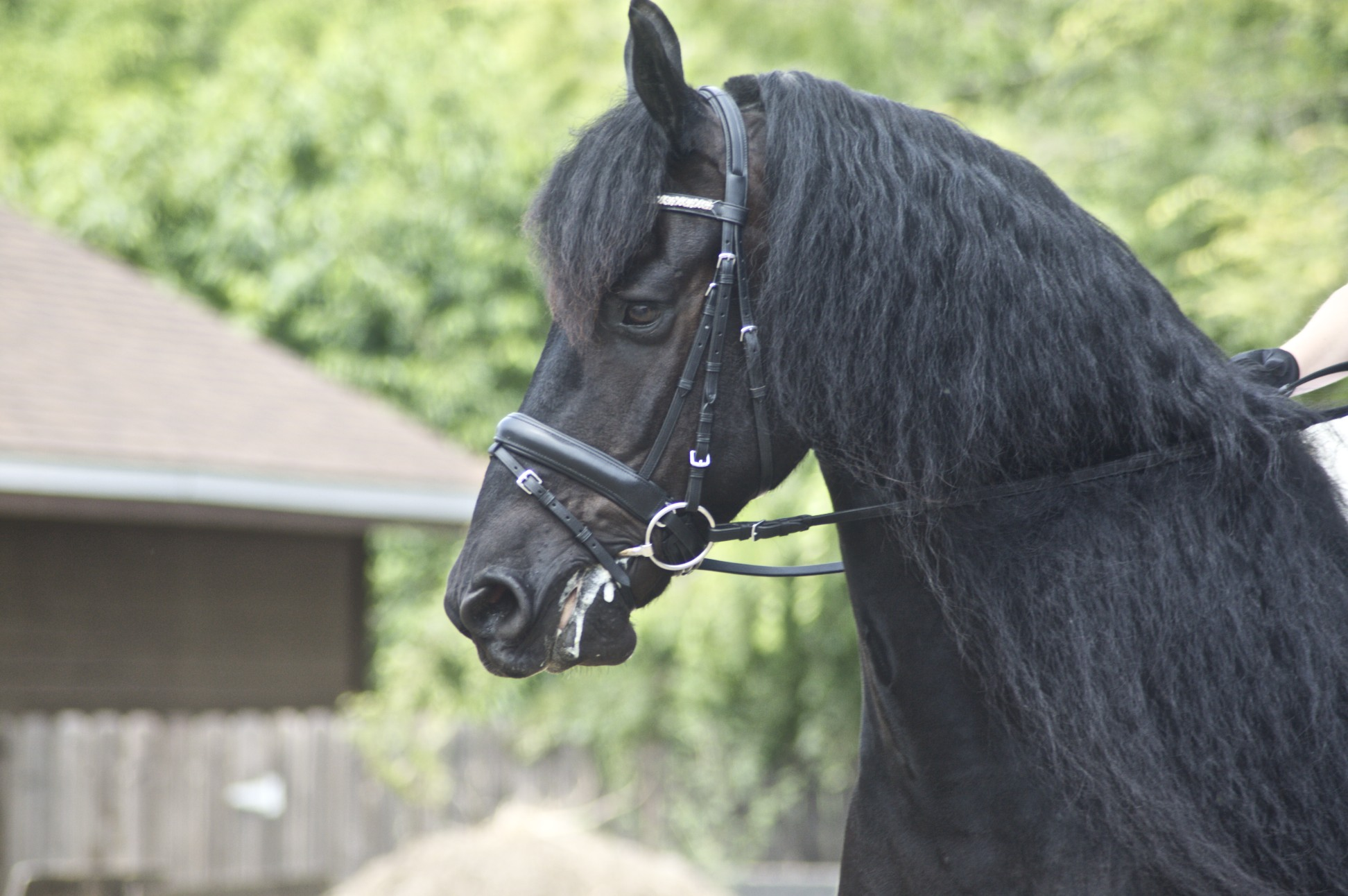
Lange Mähne eines Friesen
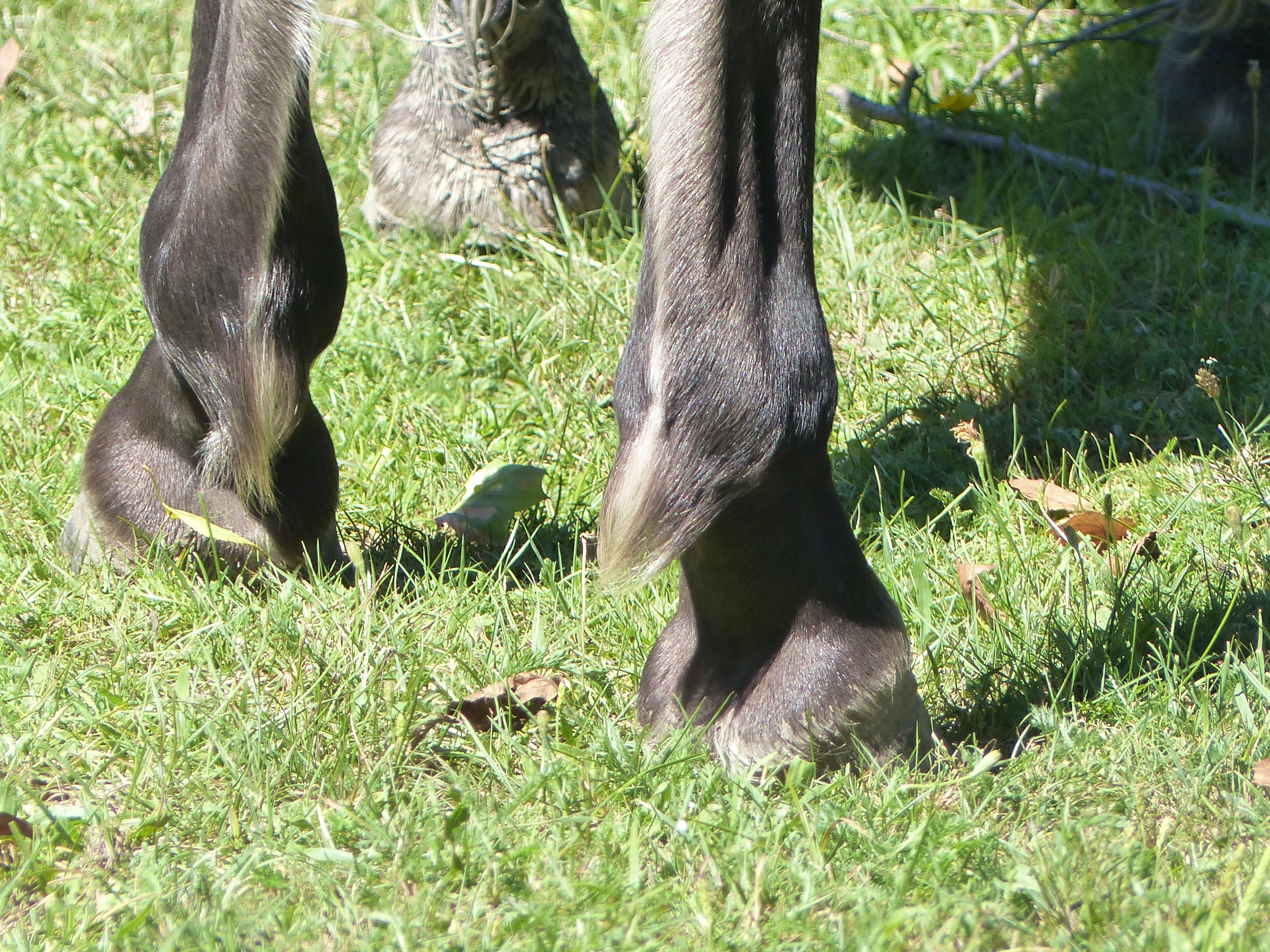
Normale Köten bei einem Konik
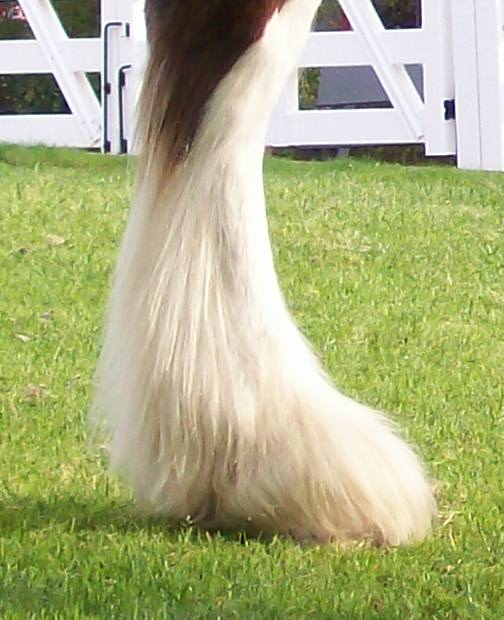
Kötenbehang bei einem Clydesdale